# Matt Monro
Matt Monro (London, 1930. december 1.  –  London, 1985. február 7.) brit popénekes, buszvezető. Korának egyik legnépszerűbb énekese volt, több korabeli sláger is fűződik a nevéhez. A saját dalok mellett sokszor adott elő feldolgozásokat is.
1964-ben az I Love the Little Things c. dalával az Egyesült Királyságot képviselte az Eurovíziós Dalfesztiválon, ahol 17 pontot szerezve a második helyen végzett Olaszország mögött.
1985-ben hunyt el májrákban. Fia, Ifj. Matt Monro szintén énekes.

## Diszkográfia

### Nagylemezek
| Év   | Album                                    | Legjobb helyezés | Minősítések |
| Év   | Album                                    | UK               | BPI (UK)    |
| ---- | ---------------------------------------- | ---------------- | ----------- |
| 1965 | I Have Dreamed                           | 20               | N/A         |
| 1966 | This Is the Life!                        | 25               | N/A         |
| 1967 | Invitation to the Movies                 | 30               | N/A         |
| 1980 | Heartbreakers                            | 5                | arany       |
| 1982 | Matt Monro – The Very Best of Matt Monro | —                | arany       |
| 2005 | The Ultimate                             | 7                | arany       |
| 2007 | From Matt with Love                      | 30               | —           |
| 2010 | The Greatest                             | 28               | —           |
| 2020 | Stranger in Paradise                     |                  |             |

### Kislemezek
| Év   | Kislemez                                           | Helyezések | Helyezések | Helyezések | Helyezések |
| Év   | Kislemez                                           | UK         | US         | AC         | AU         |
| ---- | -------------------------------------------------- | ---------- | ---------- | ---------- | ---------- |
| 1960 | Portrait of My Love                                | 3          | —          | —          | —          |
| 1961 | My Kind of Girl                                    | 5          | 18         | 6          | 29         |
| 1961 | Why Not Now? / Can This Be Love                    | 24         | 92         | —          | 93         |
| 1961 | Gonna Build a Mountain                             | 44         | —          | —          | —          |
| 1962 | Softly As I Leave You / Is There Anything I Can Do | 10         | 116        | —          | —          |
| 1962 | When Love Comes Along                              | 46         | —          | —          | —          |
| 1962 | My Love and Devotion                               | 29         | —          | —          | —          |
| 1963 | From Russia with Love                              | 20         | —          | —          | —          |
| 1964 | Walk Away                                          | 4          | 23         | 5          | 6          |
| 1964 | For Mama                                           | 23         | 135        | —          | —          |
| 1965 | Without You (I Cannot Live)                        | 37         | 101        | —          | 73         |
| 1965 | Yesterday                                          | 8          | —          | —          | 98         |
| 1966 | Born Free / Other People                           | —          | 126        | 35         | 4          |
| 1966 | Merci Cherie / Honey on the Vine                   | —          | —          | —          | 74         |
| 1967 | The Lady Smiles                                    | —          | —          | 11         | —          |
| 1967 | What to Do                                         | —          | —          | 22         | —          |
| 1968 | The Music Played                                   | —          | —          | 15         | 25         |
| 1970 | He Ain't Heavy, He's My Brother                    | —          | —          | —          | 72         |
| 1973 | And You Smiled                                     | 28         | —          | —          | 100        |

## Fordítás
- Ez a szócikk részben vagy egészben  a   Matt Monro  című angol Wikipédia-szócikk ezen változatának fordításán alapul.  Az eredeti cikk szerkesztőit annak laptörténete sorolja fel. Ez a jelzés csupán a megfogalmazás eredetét és a szerzői jogokat jelzi, nem szolgál a cikkben szereplő információk forrásmegjelöléseként.